# Dante II Alighieri
Dante (II) Alighieri (Verona, 1349 – Verona, 1428-1432) è stato un nobile italiano, famoso soprattutto per essere stato figlio di Pietro Alighieri e, dunque, nipote di Dante.

## Biografia
Nato da Pietro Alighieri e da Jacopa de' Salerni, aveva tre sorelle e un fratellastro, Bernardo, nato da una relazione adulterina del padre. Dante II, dopo la perdita della madre nel 1358 e del padre nel 1364, entrò in possesso del patrimonio dei genitori ma, in quanto minorenne, quest'ultimo fu gestito con oculatezza dai suoi zii materni Giovanni e Pietro dei Salerni. Sposatosi nel 1372 con Costanza di messer Leonardo Maccaccaro, Dante II si dedicò soprattutto alla gestione dei possedimenti fondiari comprati a suo tempo dal padre nei dintorni di Verona, specie nella località di Gargagnago in Valpolicella. Si sa che Dante II fece testamento il 14 maggio 1428, ma non l'anno esatto della morte, che oscilla tra quest'anno e il 1432 dove Costanza Maccaccaro, in un codicillo al testamento del marito, si definisce vedova. Secondo il testamento, Dante II dichiarò di voler essere sepolto nella chiesa di San Pietro Martire di Verona.

## Discendenza
Dal matrimonio con Costanza Maccaccaro, Dante II ebbe i seguenti figli:
- Antonia
- Pietro II
- Leonardo